# Victor Kugler
Victor Kugler (Vrchlabí, 6 de  julio de 1900 - Toronto, 14 de diciembre de 1981) fue uno de los ciudadanos neerlandeses que ayudaron a ocultar a Ana Frank y a su familia durante la ocupación nazi de los Países Bajos. En la versión original del Diario de Ana Frank, aparece bajo el seudónimo de Sr. Kraler.

## Primeros años
Nació en Hohenelbe (actual Vrchlabí) en la parte de habla alemana de la región de Köninggrätz (Královehradecký kraj), al nordeste de Bohemia, en el Imperio austrohúngaro (ahora en la República Checa). Una vez que acabó con su educación, se enlistó en la Marina austríaca durante la Primera Guerra Mundial, pero fue dado de baja en 1918 tras haber sido herido. 
Se trasladó a Alemania, donde trabajó como electricista. Luego, en 1920, se mudó a Utrecht en los Países Bajos, donde trabajó para una compañía. Ya en Ámsterdam en 1924, trabajó en la sucursal de Opekta como sustituto de Otto Frank. En mayo de 1938 se convirtió en ciudadano neerlandés, condición que le permitió evitar en 1940 la confiscación de Opekta por los nazis. Aceptó tomar la dirección del negocio de Otto Frank, renombrado Gies y cía.

## Segunda Guerra Mundial
Él y su esposa Laura Maria Buntenbach-Kugler (10 de mayo de 1895 - 6 de diciembre de 1952) vivieron en Hilversum durante la Segunda Guerra Mundial, a unas 16 millas de Ámsterdam. De julio de 1942 a agosto de 1944, ayudó a sus colegas Miep Gies, Johannes Kleiman y Bep Voskuijl a esconder a ocho personas, entre ellas Ana Frank, en un anexo sellado en su oficina en Ámsterdam. 

## Prisión
Fue arrestado por la Gestapo el 4 de agosto de 1944, después de que un informante desconocido lo traicionara. Fue interrogado en la sede de la Gestapo en la Euterpestraat; sin embargo, el mismo día fue trasladado a una prisión para "judíos y presos políticos" en espera de su deportación en el Amstelveenseweg. El 7 de septiembre fue trasladado a la prisión en Weteringschans, donde fue recluido en una celda con personas condenadas a muerte. Cuatro días más tarde, el 11 de septiembre, un transporte lo trasladó al campo de concentración de Amersfoort, donde fue seleccionado para ser deportado a Alemania. El 17 de septiembre, la estación de tren de Amersfoort fue destruida en un ataque aéreo y el 26 de septiembre, él y otros 1100 hombres fueron llevados a Zwolle para realizar trabajo forzado, cavando trincheras antitanques.
Kugler fue trasladado de nuevo el 30 de diciembre de 1944 a Wageningen para llevar a cabo más trabajo forzado hasta el 28 de marzo de 1945, cuando unos 600 reclusos marcharon desde Wageningen, a través de Renkum, Heelsum, Oosterbeek, Arnhem y Westervoort, hasta Zevenaar, con la intención de seguir a Alemania al día siguiente. Hubo un bombardeo durante la marcha y Kugler aprovechó la confusión para escapar. Fue escondido por un agricultor por unos pocos días, de quien se prestó una bicicleta e hizo el camino de regreso a Hilversum, a donde llegó en abril de 1945. Se mantuvo escondido allí hasta la liberación de los Países Bajos el 5 de mayo de 1945.

## Después de la guerra
Su esposa, Laura Kugler, falleció el 6 de diciembre de 1952 y tres años más tarde se casó con Lucie (Loes) van Langen. La pareja se mudó a Canadá, donde residían su hermano, hermana y madre. 
En 1973, recibió la Medalla de Yad Vashem de los justos y, en 1977, la Liga Antidifamación canadiense le otorgó un premio de 10 000 dólares en reconocimiento por su ayuda en el ocultamiento de las familias Frank y Van Pels.